# Dookie
Dookie je třetí studiové album americké punk rockové kapely Green Day. Vyšlo v roce 1994. Tímto albem se kapela dostala do povědomí punk rockových fanoušků. Dookie znamená doslova sračky.

## Seznam skladeb
1. Burnout
2. Having a Blast
3. Chump
4. Longview
5. Welcome to Paradise
6. Pulling Teeth
7. Basket Case
8. She
9. Sassafras Roots
10. When I Come Around
11. Coming Clean
12. Emenius Sleepus
13. In the End
14. F.O.D (Fuck Off and Die)
15. All by Myself (Tré Cool)